# Человек года (фильм)
«Человек года» (англ. Man of the Year) — кинофильм режиссёра Барри Левинсона, вышедший на экраны в 2006 году.

## Сюжет
Том Доббс, популярный ведущий сатирических телешоу на злободневные политические темы, по предложению одной из зрительниц баллотируется на пост Президента США. Благодаря всенародному признанию он оказывается в списке трёх финальных кандидатов в президенты. Его команда из телешоу его поддерживает и помогает устроить предвыборную кампанию, в результате которой популярность Доббса как кандидата резко растёт. Наступает день выборов. Американцы голосуют с помощью электронной системы Делакрой.
Продюсер и друг Доббса Джек Менкен попадает в больницу, и там Доббс, приехавший его навестить, по телевизору узнаёт, что он победил. Победа Доббса не является неожиданностью, народ любит своего комика и доверяет ему. Но победа оказалась такой же случайной, как и вся его затея с выборами. Сотрудница Делакрой, протестировавшая систему, обнаруживает, что в программе по подсчёту голосов есть ошибка. Человеком года должен был стать другой кандидат. Девушку охватывает ужас. Компания предпочитает скрыть ошибку, чтобы избежать скандала, а девушку настоятельно просить молчать. Но та, понимая, что народ обманут, решается рассказать всё новоиспечённому президенту.

## В ролях
| Актёр           | Роль            |
| --------------- | --------------- |
| Робин Уильямс   | Том Доббс       |
| Кристофер Уокен | Джек Менкен     |
| Лора Линни      | Элеанор Грин    |
| Льюис Блэк      | Эдди Лэнгстон   |
| Джефф Голдблум  | Стюарт          |
| Дэвид Алпей     | Дэнни           |
| Рик Робертс     | Джеймс Хэммингс |
| Тина Фей        | камео           |
| Эми Полер       | камео           |